# Auchonvillers
Auchonvillers là một xã ở tỉnh Somme trong vùng Hauts-de-France. Xã này có diện tích 5,72  km², dân số năm 1999 là 147 người.

## Biến động dân số
| 1851 | ? | 1954 | ? | 1962                                           | 1968 | 1975 | 1982 | 1990 | 1999 |
| ---- | - | ---- | - | ---------------------------------------------- | ---- | ---- | ---- | ---- | ---- |
|      |   |      |   | 152                                            | 157  | 152  | 128  | 112  | 147  |
|      |   |      |   | Số liệu từ năm 1962, dân số không tính hai lần |      |      |      |      |      |